# Strandfodbold
Strandfodbold (også kaldet beach soccer) er en variant af fodbold, der spilles på strande eller andre sanddækkede overflader. Traditionel fodbold er i mange år blevet spillet på strandene, men man forsøgte at regulere sportsgrenen. Det blev gjort i 1992 af Beach Soccer Worldwide, en organisation, der blev etableret for at udvikle sporten og som har stået bag de fleste af turneringerne. Sporten er stigende i popularitet.
Sandfladen, der ikke er plan, giver mulighed for en helt anden spillestil end i almindelig fodbold, med masser af plads til improvisation. Banen, som der spilles på, er markant mindre end i traditionel fodbold, hvilket gør, at det er muligt at score fra hele banen. I gennemsnit er der omkring tres forsøg på mål i hver kamp, og der scores omkring 11 mål pr. kamp.